# ميناء بربرة
ميناء بربرة هو الميناء الرسمي لمدينة بربرة، العاصمة التجارية لصوماليلاند، ويصنف كميناء رئيسي.

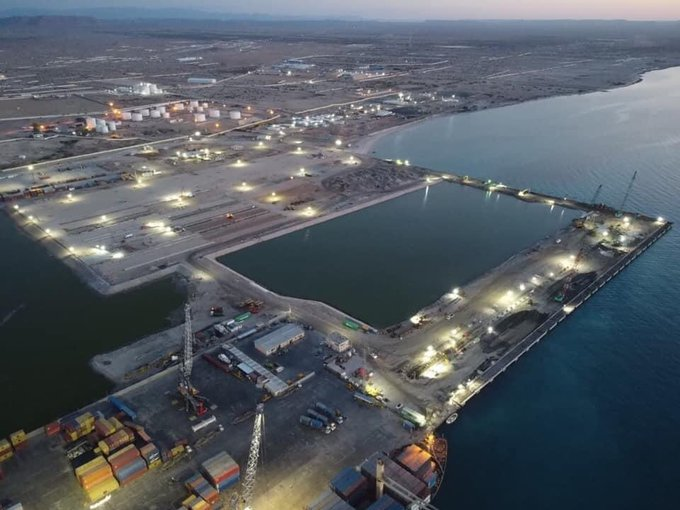
ميناء جديد لمحطة حاويات موانئ دبي العالمية بربرة.

## نظرة عامة
تاريخياً كان ميناء بربرة قاعدة بحرية وصاروخية للحكومة المركزية الصومالية. في أعقاب اتفاقية 1972 بين إدارة محمد سياد بري والاتحاد السوفيتي، أصبحت مرافق الميناء تحت إدارة السوفيت. تم توسيعه لاحقاً للاستخدام العسكري الأمريكي، بعد أن عززت السلطات الصومالية علاقاتها بالحكومة الأمريكية.
بدءاً من 2013، كان ميناء بربرة يحتوي على رصيف بطول 650 متر وعمق 11.5-12 متر. ويتمتع الميناء بموقع استراتيجى على امتداد مسار نقل النفط.
في يوليو 2013، اعلنت شركة رايسوت العمانية عزمها بناء محطة اسمنت جديدة في ميناء بربرة. كان هذا المشروع جزء من شركة محاصة بين عدد من الشركات الصومالية. سيضم المشروع ثلاث صوامع بقدرة 4000 قدم، وستستخدم لتخزين، تعبئة وتوزيع الاسمنت.
في مايو 2016، وقعت موانئ دبي العالمية اتفاقية قيمتها 4442 مليون دولار مع حكومة صوماليلاند لضم وتشغيل مركز التجارة واللوجستيات المحلي في ميناء بربرة. وسيتضمن المشروع، الذي سيتم تنفيذه على مراحل، إقامة منطقة حرة.
في 1 مارس 2018، أصبحت إثيوبيا مساهماً رئيسياً في أعقاب اتفاقية أبرمتها مع موانئ دبي العالمية وهيئة موانئ صوماليلاند. بموجب الاتفاقية تمتلك موانئ دبي العالمية 51% من المشروع، و30% لصوماليلاند، بينما تبلغ حصة إثيوبيا 19%. كجزء من الاتفاقية، ستستثمر الحكومة الإثيوبية في البنية التحتية لتطوير ممر بربرة كبوابة تجارية لها. كما توجد خطط لإنشاء رصيف إضافي في الميناء، بما يتماشى مع خطة تصميم ميناء بربرة، التي بدأت موانئ دبي العالمية تنفيذها، مع إضافة معدات جديدة لتحسين كفاءة وإنتاجية الميناء.
أصبحت الاتفاقية جزءاً من مذكرة تفاهم بين الحكومة الإماراتية وحكومة صوماليلاند لتعزيز العلاقات الاستراتيجية بينهما. ومع ذلك فقد أثارت الاتفاقية انتقادات حزب المعارضة الرئيسي في صوماليلاند، وداني، الذي يزعم أن الاتفاقية كانت بين الصومال والإمارات العربية المتحدة، الادعاء الذي أنكره وزير الخارجية الصومالي حيث صرح بعدم وجود دليل لتوقيع إتفاقية ميناء بربرة مع الحكومات الصومالية السابقة.